# La Puente
Pour les articles homonymes, voir Puente.
La Puente est une ville du comté de Los Angeles, dans l'État de Californie aux États-Unis. Lors du recensement de 2010, sa population était de 39 816 habitants.

## Géographie
Selon le Bureau du recensement, elle a une superficie de 9 km2.

## Démographie
| 1960   | 1970   | 1980   | 1990   | 2000   | 2010   |
| ------ | ------ | ------ | ------ | ------ | ------ |
| 24 723 | 31 092 | 30 882 | 36 955 | 41 063 | 39 816 |

## Jumelages
Manabí (Équateur)